# カンジウシ山
カンジウシ山（カンジウシやま）は、北海道の標津郡中標津町にある標高276.9mの山である。山頂には二等三角点「丸山」が設置されている。

## 概要
知床連峰西端部にある温泉富士から南東方向に伸びる尾根上に位置する。モアン山とはカンジウシ川を挟んで近距離に位置し、どちらも低山で登りやすいことから一緒に併せて登る人が多い。
山名は東側を流れるカンジウシ川に由来し、かつては「カンチウシノホリ」や「カンチウシトクタピ山」と呼ばれていたとされる。アイヌ語の「カンチゥシ（雨が降って最初にどっと下る出水がそこにいつもある・所）」「カンチウイウシ（熊や鹿を狩る所）」など複数の解釈があり定まっていない。
登山する際は道のない牧草地をただ登るが、山頂自体は笹原の中にあるため三角点に行くために藪漕ぎをしていく必要がある。